# Ian Ziering
Ian Andrew Ziering (Newark, New Jersey, 30. ožujka, 1964.) američki je glumac. Najpoznatiji po ulozi Stevea Sandersa u popularnoj seriji "Beverly Hills, 90210".

## Rana karijera
Rođen je u Newarku u New Jersyu kao sin židovskih roditelja Mickie i Paula Zieringa. Odrastao je u West Orange u New Jerseyju s dva brata, Jeffom i Barryjem, koji su više od deset godina stariji od njega. Ianov otac se šali: "Ian je najbolja pogreška koju sam napravio." Maturirao je 1982. u srednjoj školi West Orange u New Jerseyju, a kasnije je diplomirao na sveučilištu William Paterson u New Jerseyju. Kada mu je umrla majka, Ian je otvoreno govorio koliko je blizak bio s njom.

## Glumačka karijera
Kao sedamnaestogodišnjak dobio je prvu ulogu u filmu "Endless Love". Godinu dana kasnije dobio je ulogu u seriji "Doktori" u kojoj je glumio jednu sezonu. 1984. mu se ukazala još jedna prilika te je glumio u seriji "The Guiding Light" u kojoj se zadržao dvije sezone. 1988. dobio je ulogu u svom drugom filmu "Loše stvari koje mi je moja mama rekla". 1990. gostovao je u popularnom sitcomu "Bračne vode". 

### Beverly Hills, 90210
Godine 1992. je dobio ulogu zločestog dečka Stevea Sandersa u popularnoj teen seriji Beverly Hills, 90210. U njoj se zadržao deset sezona koliko je i serija potrajala, a glumio je s poznatim licima (Shannen Doherty, Jennie Garth, Jason Priestley, Luke Perry i Tori Spelling.) što mu je otvorilo mnoga vrata.
Tijekom razdoblja Beverly Hillsa, 90210, Ian je gostovao u inačici Beverlya, "Merlose Placeu "te je posudio svoj glas u animiranom crtiću "Bikeri s Marsa" i "Godzilla".

### Nakon Beverly Hillsa, 90210
Nakon što se Beverly Hills ukinuo, Ian je dobio svoju prvu ulogu u jednoj epizodi "JAG-a", nakon toga Ian je igrao ulogu u seriji "Son of the Beach". Posudio je glas u crtiću "Spiderman" i videoigri "Freelancer". Zatim je igrao u filmu "Domino" 2005. godine i u filmu "Šest mjeseci kasnije". Posljednje djelo mu je "Tyrannosaurus Azteca" iz 2007. godine.

## Izabrana filmografija
| Godina        | Film/Crtić/Serija    | Uloga         |
| 1990.         | Bračne Vode          |               |
| 1990. – 2000. | Beverly Hills, 90210 | Steve Sanders |
| 1993.         | Bikeri s Marsa       | posudio glas  |
| 2003.         | Spiderman            | posudio glas  |
| 2005.         | Domino               | Ian Ziering   |
| 2007.         | Tyrannosaurus Azteca | Cortes        |

## Privatni život
Ian je bio oženjen s modelom i glumicom Nikki Schieler. Oženio se 1997., ali rastali su se 2002. godine.

## Vanjske poveznice
- Službena stranica
- Službeni profil na MySpaceu
- Ian Ziering u internetskoj bazi filmova IMDb-u (engl.)